# アンデウソン・シウバ
アンデウソン・シウバ（Anderson Silva, 1975年4月14日 - ）は、ブラジルとアメリカ合衆国の男性総合格闘家、プロボクサー。パラナ州クリチバ出身。アメリカ合衆国カリフォルニア州ロサンゼルス在住。チーム・ノゲイラ所属。キラービーズ・ムエタイ・カレッジ主宰。元UFC世界ミドル級王者。UFC殿堂入り。

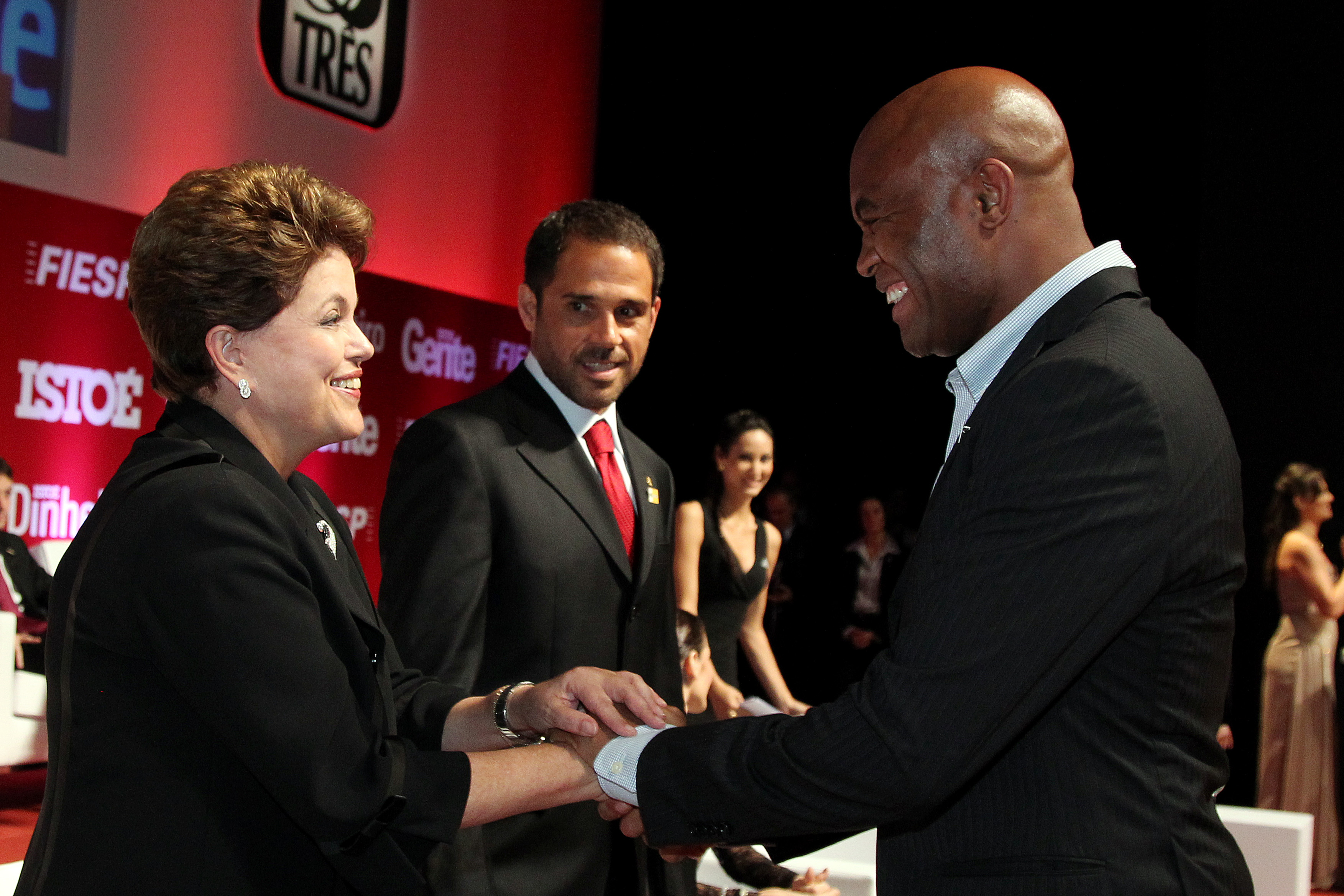
ジルマ・ルセフブラジル大統領(当時・左)とシウバ(右)（2011年）

## 概要
細長い腕と脚から、ザ・スパイダー（蜘蛛）の異名を持ち、長い四肢とバックボーンのムエタイで培った強烈かつスピーディーな打撃、また、優れた動体視力と反応速度を駆使したスウェーやダッキングなどの卓越したディフェンステクニックを武器に長期に渡ってUFC世界ミドル級王者として君臨し、総合格闘技におけるパウンド・フォー・パウンド最強の1人と目されていた。また、全盛期での圧倒的な強さとカリスマ性から「The Greatest Of All Time」（史上最高の意）と称された。
UFCにおいて、全階級を通じて王座の在位期間がUFC史上最長（2457日間）であり、全階級を通じた最多連勝記録（16連勝）も保持する。王座最多連続防衛記録でも初代UFC世界フライ級王者のデメトリアス・ジョンソン（11回）に次ぐ歴代2位の記録（10回）を有する。

## 来歴
サンパウロに生まれ、経済的な理由から4歳の時にクリチバの叔母の下へ預けられた。クリチバでは、まず柔術を学び、テコンドーを8年間学んだ。その後ムエタイを3年間学んだ後、シュートボクセ・アカデミーに所属していたファビオ・ノグシの下で7年間トレーニングを積んだ。
その後、才能がフジマール・フェデリコ会長の目に留まり、シュートボクセの本部へ移籍した。
2001年3月2日、初参戦となった修斗で加藤鉄史と対戦し、3-0の判定勝ちを収めた。
2001年8月26日、修斗ミドル級 (76 kg) タイトルマッチで王者の桜井"マッハ"速人に挑戦し、3-0の判定勝ちを収め王座獲得に成功した。
2001年11月26日、PRIDE参戦と階級転向を理由に修斗ミドル級王座を返上した。

### PRIDE・Cage Rage
2002年6月23日、PRIDE初参戦となったPRIDE.21でアレックス・スティーブリングと対戦し、ドクターストップでTKO勝ちを収めた。
2003年3月16日、PRIDE.25で元UFC世界ウェルター級王者のカーロス・ニュートンと対戦し、タックルに合わせたカウンターの飛び膝蹴りでKO勝ち。同年6月8日、PRIDE.26で高瀬大樹と対戦し、三角絞めで一本負けを喫した。
2003年11月にアスエリオ・シウバらとシュートボクセ・アカデミーを離れ、ムエタイ・ドリームチーム（MTDT）を結成するもすぐに離脱。
2004年9月11日、Cage Rage世界ミドル級王座決定戦でリー・マーレイと対戦し、3-0の判定勝ちを収め王座獲得に成功した。
2004年12月31日、PRIDE 男祭り 2004で長南亮と対戦。打撃で優勢に試合を進めていたが、3Rに蟹挟みからのヒールホールドで逆転の一本負け。その後、シュートボクセ・アカデミーのフジマール会長の政治的圧力によってPRIDE離脱を余儀なくされ、主戦場をCage Rageに移す。
この頃から親交の深いアントニオ・ホドリゴ・ノゲイラ、アントニオ・ホジェリオ・ノゲイラらと共に練習をするようになり、シウバも柔術茶帯で寝技のスキルはもともと低くなかったが、総合格闘技で高いグラップリング技術を持つノゲイラ兄弟の手ほどきを受け、さらにグラップリングのスキルを磨くことで後の活躍への基盤を作った。2005年には2人から黒帯を授与されている。
2005年8月5日、ミノタウロことアントニオ・ホドリゴ・ノゲイラが地元で主催した大会「ミノタウロ・ファイト」でボクシング戦を行い、KO勝ちを収めている。

### 2006年
2006年1月20日、Rumble on the Rock 8のウェルター級（79 kg）トーナメント1回戦で岡見勇信と対戦。優勢に試合を進めておきながらグラウンド状態の岡見に対して、ペダラーダ（グラウンドでの下からの顔面蹴り上げ）を放ってしまい反則で失格負けとなった。

### UFC
2006年6月28日、UFC初参戦となったUltimate Fight Night 5でクリス・リーベンと対戦。パンチのコンビネーションでダウンを奪うと、立ち上がったリーベンに首相撲からの右膝蹴りで再びダウンを奪い開始49秒のKO勝ち。ノックアウト・オブ・ザ・ナイトを受賞した。

#### UFC世界王座獲得
2006年10月14日、UFC 64のUFC世界ミドル級タイトルマッチで王者リッチ・フランクリンに挑戦。首相撲で終始コントーロールし膝蹴りの連打で1RKO勝ち。UFC参戦2戦目にして王座獲得に成功し、ノックアウト・オブ・ザ・ナイトを受賞した。

### 2007年
2007年2月3日、UFC 67でトラヴィス・ルターと対戦。三角絞めを極めながらの肘打ち連打で2R一本勝ち。なお、この試合はUFC世界ミドル級タイトルマッチとなるはずだったが、ルターの体重超過でノンタイトルマッチに変更された。
2007年7月7日、UFC 73のUFC世界ミドル級タイトルマッチで挑戦者ネイサン・マーコートと対戦。シングルレッグのテイクダウンを狙うマーコートにスイッチから逆に左脚を取ってテイクダウンを奪い、すかさずパウンドで1RTKO勝ち。王座の初防衛に成功し、ノックアウト・オブ・ザ・ナイトを受賞した。
2007年10月20日、UFC 77のUFC世界ミドル級タイトルマッチで挑戦者リッチ・フランクリンと再戦。1R終盤に右フックでダウンで奪うと、2Rにダメージの残るフランクリンからクリンチからの右フックで再びダウンを奪い、最後は打撃のコンビネーションからの膝蹴りでTKO勝ち。2度目の王座防衛に成功し、ノックアウト・オブ・ザ・ナイトを受賞した。

### 2008年
2008年3月1日、UFC 82のUFC世界ミドル級タイトルマッチでPRIDEウェルター級（83 kg）王者ダン・ヘンダーソンと対戦。1Rはテイクダウンを奪われグラウンドのポジショニングで劣勢に立たされるも、2Rにテイクダウンを防ぐと打撃で形勢を逆転し、下になったヘンダーソンからバックを奪いそのままリアネイキドチョークを極めて一本勝ち。3度目の王座防衛に成功し、ファイト・オブ・ザ・ナイトおよびサブミッション・オブ・ザ・ナイトを同時受賞した。なお、この試合によってPRIDEウェルター級王座はUFC世界ミドル級王座に併合された。
2008年7月19日、UFC Fight Night: Silva vs. Irvinでジェームス・アーヴィンとライトヘビー級契約で対戦。アーヴィンの右ミドルキックをキャッチした状態から右ストレートでダウンを奪い、パウンドで開始61秒のKO勝ち。
2008年10月25日、UFC 90のUFC世界ミドル級タイトルマッチで挑戦者パトリック・コーテと対戦。優勢に試合を進める中、3Rに突如コーテが右膝を脱臼し続行不能となりTKO勝ち。4度目の王座防衛に成功した。

### 2009年

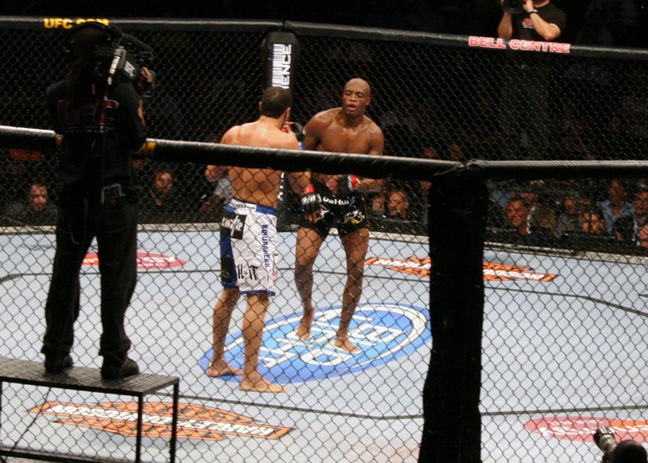
ターレス・レイチと対戦するシウバ

2009年4月18日、UFC 97のUFC世界ミドル級タイトルマッチで挑戦者ターレス・レイチと対戦し、3-0の5R判定勝ち。5度目の防衛に成功するとともに、UFC9連勝を達成し、それまでホイス・グレイシーの保持していたUFC最多連勝記録を更新した。しかし積極性に欠ける試合運びとなったため、会場からはブーイングが沸き起こり、UFC代表のダナ・ホワイトからも、「今も彼がパウンド・フォー・パウンド最強の男だと信じている」としつつ、試合のパフォーマンスを「恥ずかしい」と批判された。
2009年8月8日、UFC 101で1階級上の元UFC世界ライトヘビー級王者フォレスト・グリフィンとライトヘビー級契約で対戦。階級差をものともせずノーガードで挑発しながら、グリフィンの攻撃を見切りスウェーとダッキングで避けつつ、パンチで2度のダウンを奪い、最後はバックステップでパンチをかわしながらカウンターの右ストレート一撃でグリフィンを大の字にし1RKO勝ち。ファイト・オブ・ザ・ナイトおよびノックアウト・オブ・ザ・ナイトを同時受賞した。

### 2010年
2010年4月10日、UFC 112のUFC世界ミドル級タイトルマッチで挑戦者デミアン・マイアと対戦し、終始優勢に試合を進めて、3-0の5R判定勝ち。この勝利により、ティト・オーティズとマット・ヒューズが保持していたUFC最多防衛記録を更新する6度目の王座防衛に成功したが、試合中のマイアに対する度重なる挑発行為と、後半の消極的な試合運びに対して、試合終了後まで会場からブーイングが沸き起こった。UFC代表のダナ・ホワイトは、試合中にベルトをシウバのマネージャーに渡してケージサイドから去り、試合後の記者会見でシウバのパフォーマンスを痛烈に批判した。
2010年8月7日、UFC 117のUFC世界ミドル級タイトルマッチで挑戦者チェール・ソネンと対戦。腰を負傷していたためか、試合では終始多くの場面で有利なポジションを許し、またダウンを喫するなど苦戦を強いられ、4Rまでのジャッジの採点で大差（34-40、36-40、35-40）をつけられ負けていたが、5Rに下から腕ひしぎ三角固めを極めて大逆転の一本勝ち。7度目の防衛に成功するとともに、ファイト・オブ・ザ・ナイトとサブミッション・オブ・ザ・ナイトを同時受賞した。

### 2011年
2011年2月5日、UFC 126のUFC世界ミドル級タイトルマッチで挑戦者ビクトー・ベウフォートと対戦。1R中盤に左前蹴りでダウンを奪い追撃のパウンドでKO勝ち。8度目の王座防衛に成功し、ノックアウト・オブ・ザ・ナイトを受賞した。
2011年8月27日、ブラジルで開催されたUFC 134のUFC世界ミドル級タイトルマッチで挑戦者岡見勇信と再戦。2Rに岡見のパンチをノーガードでかわすとカウンターの右ジャブでダウンを奪い、さらに右フックで再びダウンを奪って追撃のパウンドでTKO勝ち。9度目の王座防衛に成功した。

### 2012年
2012年7月7日、UFC 148のUFC世界ミドル級タイトルマッチで挑戦者チェール・ソネンと再戦。1Rは前回と同じく開始早々テイクダウンを奪われ、マウントポジションまで許すも、2Rにスピニングバックエルボーを外し尻餅をついたソネンにボディーへの右膝蹴りを浴びせ、パウンドで攻め立てると、立ち上がったソネンに右ストレートでダウンを奪いパウンドでTKO勝ち。UFC最多防衛記録を更新する10度目の防衛を果たし、ノックアウト・オブ・ザ・ナイトを受賞した。試合後には、トラッシュトークを浴びせられた因縁の相手であるソネンと握手を交わし、肩を組みながらマイクアピールを行った。
2012年10月13日、ブラジルで開催されたUFC 153でステファン・ボナーとライトヘビー級契約で対戦。自らケージ際に下がりノーガードでボナーのパンチをかわす余裕を見せつけた後、足払いで下がったボナーにすかさずボディーへの膝蹴りでダウンを奪い、パウンドを浴びせ1RTKO勝ち。この勝利で、UFC最多連勝記録を更新する16連勝を達成した。

### 2013年

#### 世界王座陥落
2013年7月6日、UFC 162のUFC世界ミドル級タイトルマッチでミドル級ランキング1位の挑戦者クリス・ワイドマンと対戦。激しく挑発を繰り返すも、2Rに左フックをスウェーでかわしきれずダウンを奪われ、追撃のパウンドでキャリア初のKO負け。約7年間、防衛回数10度に渡って守り続けてきたUFC世界ミドル級王座から陥落した。ブラジルではこの試合を大手地上派テレビ局のヘジ・グローボが録画で放送して約2400万人が視聴した。
2013年12月28日、UFC 168で王者クリス・ワイドマンにダイレクトリマッチで挑戦。2Rに放った左ローキックがワイドマンの膝に直撃し、シウバの脛骨と腓骨を完全に骨折。レフェリーに試合続行不可能とみなされTKO負けを喫し、王座奪還に失敗した。後日骨折の手術を受けるが、シウバが執刀医に最初に尋ねた質問は「いつトレーニングに復帰できるんだ？」であった。別の日には「タイトルを再び手にするまで、引退するつもりはない」と復帰の強い意志を語った。

### 2015年
2015年1月31日、1年1か月ぶりの復帰戦となったUFC 183でニック・ディアスと対戦し、3-0の5R判定勝ちを収めた。試合後、試合前に行われていた薬物検査から禁止薬物のステロイドの一種であるドロスタノロンとアンドロスタンの陽性反応が検出されたことが発表され、さらに後日、試合当日に行われた薬物検査でもドロスタノロンと不安障害や不眠の治療に使われる禁止薬物のオキサゼパムとテマゼパムの陽性反応が検出されたことが発表された。これを受けてシウバは決まっていたTUFブラジル・シーズン4のコーチ役を降板している。2015年8月の公聴会でシウバは、ドロスタノロンについて「性機能増進目的で服用したサプリメントに本来含まれているはずのないステロイドが混入していた」と潔白を主張し、オキサゼパムとテマゼパムについては、試合前夜に抗不安薬と睡眠薬としてベンゾジアゼピンを服用したことを認めたが、ネバダ州アスレチック・コミッションはシウバの答弁を却下して1年間の出場停止と38万ドルの罰金処分を科し、試合結果もノーコンテストに変更した。
2015年4月、テコンドーでリオデジャネイロオリンピック出場を表明。しかし、6月10日、ドーピング違反の処分取り下げを求める訴訟の準備に専念するために五輪出場を断念する事を発表した。

### 2016年
2016年2月27日、1年1か月ぶりの復帰戦となったUFC Fight Night: Silva vs. Bispingでミドル級ランキング7位のマイケル・ビスピンと対戦。3R終盤に飛び膝蹴りでダウンを奪ったものの、0-3の5R判定負け。敗れはしたものの、ファイト・オブ・ザ・ナイトを受賞した。
2016年7月9日、UFC 200でジョン・ジョーンズの代役として大会2日前のオファーを受けてUFC世界ライトヘビー級王者ダニエル・コーミエとライトヘビー級契約で対戦。左ミドルキックを効かせプレッシャーをかける場面があったものの、テイクダウンを切れずグラウンドで劣勢となり0-3の判定負け。

### 2017年
2017年2月11日、UFC 208でミドル級ランキング8位のデレク・ブランソンと対戦し、約4年半ぶりの勝利となる3-0の判定勝ちを収めた。
2017年11月10日、米アンチ・ドーピング機構（USADA）が10月26日に実施した競技外の抜き打ち検査でシウバにアンチ・ドーピング規則違反（禁止薬物のメチルテストステロン代謝物とヒドロクロロチアジドの陽性反応）があったと発表。2018年7月18日、USADAは、シウバに陽性反応が検出された時に摂取していたサプリメントを提出させ、その中から禁止薬物が入っていた栄養サプリメントを特定して、シウバがその栄養サプリメントを購入していたブラジルの調剤薬局から独自に複数のサプリメントを入手し分析した結果、アナボリックステロイドや利尿薬が混入したいくつかの汚染サプリメントを確認したことを発表した。これによりアンチ・ドーピング規則違反が汚染サプリメントによるものと認められたシウバは出場停止期間が短縮され1年間の出場停止処分を受けた。

### 2019年
2019年2月10日、2年ぶりの復帰戦となったUFC 234でミドル級ランキング6位のイスラエル・アデサンヤと対戦。スウェーやダッキングで打撃をかわすなど全盛期さながらの動きを見せ、時折パンチをヒットさせるなど健闘するも、0-3の判定負け。敗れはしたものの、ファイト・オブ・ザ・ナイトを受賞した。当初、同大会のメインイベントはロバート・ウィテカーとケルヴィン・ガステラムのUFC世界ミドル級タイトルマッチが予定されていたが、ウィテカーが腹壁ヘルニアで大会当日に欠場したため、アデサンヤとシウバの試合が同大会のメインイベントにスライドされる形となった。
2019年5月12日、UFC 237でミドル級ランキング10位のジャレッド・キャノニアと対戦。1R終盤に右インローキックを受けた際に「破壊されたと言われるほどの威力」で右膝を負傷してダウンし、そのまま起き上がれずTKO負け。

### 2020年
2020年10月31日、UFC Fight Night: Hall vs. Silvaでミドル級ランキング10位のユライア・ホールと対戦し、4Rに右フックでダウンを奪われ、パウンドでTKO負け。
2020年11月19日、UFCからリリースされた。

### 2021年

#### ボクシング復帰
2021年6月19日、約16年ぶりのボクシング復帰戦で元WBC世界ミドル級王者フリオ・セサール・チャベス・ジュニアと対戦し、8回2-1（77-75、75-77、77-75）の判定勝ちを収めた。この試合は182ポンド契約であったが、チャベスが前日の計量で2.4ポンドの体重超過をしたため、ファイトマネーから10万ドルをシウバに譲渡する条件で行われた。なお、ジャッジ3人のうち1人が77-75でチャベス勝利に付けたが、合計打撃数ではシウバ392発、チャベス153発とシウバが倍以上の差を付けた。
2021年9月11日、フロリダ州マイアミのセミノール・ハード・ロック・ホテル & カジノで元UFC世界ライトヘビー級王者ティト・オーティズと対戦し、プレッシャーをかけるオーティズにカウンターの右フックをヒットさせ追撃の左フックで1回KO勝ち。この試合は195ポンド契約であったが、オーティズが前日の計量で5ポンドの体重超過をしたため、ファイトマネーの20%をシウバに譲渡する条件で行われた。

### 2022年
2022年10月29日、アリゾナ州グレンデールのヒラ・リバー・アリーナでYouTuberのジェイク・ポールと187ポンド契約で対戦。互角の展開を繰り広げるも、8回に右ストレートでダウンを奪われ8回0-3（74-77、73-78×2）の判定負け。

### 2023年
2023年3月18日、UFC 286でシウバのUFC殿堂入りが発表された。

## 人物・エピソード
- UFC世界タイトルマッチ史上最多フィニッシュ（KO・一本）勝利記録（9回）、同最多KO勝利記録（7回）、UFC世界ミドル級タイトルマッチ史上最多勝利記録（11勝）、同最多連続防衛記録（10回）、UFCミドル級史上最多フィニッシュ勝利記録（11回）など、数々の記録を保持している。
- UFC世界ヘビー級・ライトヘビー級王者ジョン・ジョーンズ、UFC世界ミドル級王者イスラエル・アデサンヤを始め数多くのファイターが尊敬し、目標とされている人物であり、アデサンヤとユライア・ホールはシウバとの対戦後に涙を流しながら敬意を表している[58][59][60]。
- 2017年にESPNが選定した「世界で最も有名なアスリート100人」にて39位にランクインし、格闘家としてはロンダ・ラウジー（16位）やコナー・マクレガー（25位）に次ぐ記録で、マニー・パッキャオ（59位）を上回った[61]。
- 柔術黒帯を授かったノゲイラ兄弟を尊敬しており、ノゲイラ兄弟について「俺は彼らに自分の人生を捧げている。彼らに恩を着せようとかそういうことじゃないんだ。ホドリゴは俺の師匠で、ホジェリオは俺の兄弟であり先生なんだ。彼らの存在無くして今の自分はあり得ない」と語っている[62]。
- 試合中にトリッキーな動きをしたり、相手に喋りかけるなどの行為がよく見受けられるが、シウバはこれらの行為について「相手を貶している訳ではない。これは戦略であり、自分のスタイルだ」と語っている[63]。
- 人前で涙を見せることがよくあり、PRIDE 男祭り 2004では試合に敗れた後にバックステージで泣き、UFC 153ではアントニオ・ホドリゴ・ノゲイラが勝利した際に嬉しさのあまり自分の試合前であるのにもかかわらず号泣した[64]。また、UFC 162で敗れた事に八百長疑惑をかけられ、その事についてTV番組で聞かれた際に涙を流した[65]。
- ブラジルでは、ナイキやバーガーキングとスポンサー契約している。自身は格闘家になる前はマクドナルドでアルバイトしていた[66]。
- 高級時計メーカーのウブロとスポンサー契約を結び、アンデウソン・シウバ限定モデルの時計が発売された[67]。
- 22歳の頃結婚し、3人の息子と2人の娘を儲けている[68]。長男のガブリエル・シウバ（Gabriel Silva）はキックボクサーであり、2020年にIKF南カリフォルニア王者となっている[69]。次男のカリル・シウバ（Kalyl Silva）はラッパーであり、UFC 208に出場した際には息子の曲「Doom」を入場曲として使用した[70]。2021年8月17日、次男カリルがアマチュアキックボクシングのデビュー戦を行い、左ハイキックで開始僅か8秒のKO勝ちを収めている[71]。
- 自身が14歳の頃まで女装をして人形で遊ぶ事を一般的なことだと思っていたというエピソードや、ハイトーンな声質を持っていることなどから、以前はゲイだと勘違いされることもあった[68]。
- ボクシング世界王者ロイ・ジョーンズ・ジュニアと、ボクシングルールで対戦することを熱望している。ロイ・ジョーンズもこの対戦に関して意欲的だが、UFCは選手に対して独占契約を結んでいるため、他団体や他競技で試合をすることが許されておらず、この対戦は実現していない。また、ロイ・ジョーンズは「MMAルールでも構わないからアンデウソンと対戦したい」と希望したが、UFC代表のダナ・ホワイトはこの対戦にも否定的である[72][73]。
- 2019年7月23日にロサンゼルス・コンベンション・センターで開催された帰化セレモニーに出席しアメリカ合衆国の市民権を取得した。シウバは「とても幸せな気持ちだし、これは自分や家族にとって素晴らしい瞬間だ」「母や兄弟はブラジルにいるが、今はここ（アメリカ合衆国）が自分の国だと思っている」と語った[74]。
- 2019年に自身のスポーツブランド「SPIDER KICK」を立ち上げた。また、ロサンゼルスにジムをオープンしている[75][76]。
- ボクシングでティト・オーティズにKO勝ちをした帰りの飛行機で、オーティズと一緒に座れるようするためオーティズの彼女に自身のファーストクラスのチケットをプレゼントした[77]。
- 2021年11月にキャリアを振り返り、自身の総合格闘技のキャリアで最も重要だった試合を、この試合に勝てたからPRIDEやUFCに出場できるようになったとして、2001年に修斗で桜井"マッハ"速人と対戦した試合だと話している[78]。

## 戦績

### 総合格闘技
| 総合格闘技 戦績 | 総合格闘技 戦績 | 総合格闘技 戦績 | 総合格闘技 戦績 | 総合格闘技 戦績 | 総合格闘技 戦績 | 総合格闘技 戦績 |
| --------------- | --------------- | --------------- | --------------- | --------------- | --------------- | --------------- |
| 46 試合         | (T)KO           | 一本            | 判定            | その他          | 引き分け        | 無効試合        |
| 34 勝           | 22              | 4               | 8               | 0               | 0               | 1               |
| 11 敗           | 4               | 2               | 4               | 1               | 0               | 1               |

| 勝敗 | 対戦相手                         | 試合結果                                 | 大会名                                                                  | 開催年月日     |
| ×    | ユライア・ホール                 | 4R 1:24 TKO（右フック→パウンド）         | UFC Fight Night: Hall vs. Silva                                         | 2020年10月31日 |
| ×    | ジャレッド・キャノニア           | 1R 4:47 TKO（右ローキック）              | UFC 237: Namajunas vs. Andrade                                          | 2019年5月12日  |
| ×    | イスラエル・アデサンヤ           | 5分3R終了 判定0-3                        | UFC 234: Adesanya vs. Silva                                             | 2019年2月10日  |
| ○    | デレク・ブランソン               | 5分3R終了 判定3-0                        | UFC 208: Holm vs. de Randamie                                           | 2017年2月11日  |
| ×    | ダニエル・コーミエ               | 5分3R終了 判定0-3                        | UFC 200: Tate vs. Nunes                                                 | 2016年7月9日   |
| ×    | マイケル・ビスピン               | 5分5R終了 判定0-3                        | UFC Fight Night: Silva vs. Bisping                                      | 2016年2月27日  |
| －   | ニック・ディアス                 | ノーコンテスト（薬物検査失格）           | UFC 183: Silva vs. Diaz                                                 | 2015年1月31日  |
| ×    | クリス・ワイドマン               | 2R 1:16 TKO（左脚の骨折）                | UFC 168: Weidman vs. Silva 2 【UFC世界ミドル級タイトルマッチ】          | 2013年12月28日 |
| ×    | クリス・ワイドマン               | 2R 1:18 KO（左フック→パウンド）          | UFC 162: Silva vs. Weidman 【UFC世界ミドル級タイトルマッチ】            | 2013年7月6日   |
| ○    | ステファン・ボナー               | 1R 4:40 TKO（ボディへの膝蹴り→パウンド） | UFC 153: Silva vs. Bonnar                                               | 2012年10月13日 |
| ○    | チェール・ソネン                 | 2R 1:55 TKO（パウンド）                  | UFC 148: Silva vs. Sonnen 2 【UFC世界ミドル級タイトルマッチ】           | 2012年7月7日   |
| ○    | 岡見勇信                         | 2R 2:04 TKO（右フック→パウンド）         | UFC 134: Silva vs. Okami 【UFC世界ミドル級タイトルマッチ】              | 2011年8月27日  |
| ○    | ヴィトー・ベウフォート           | 1R 3:29 KO（左前蹴り→パウンド）          | UFC 126: Silva vs. Belfort 【UFC世界ミドル級タイトルマッチ】            | 2011年2月5日   |
| ○    | チェール・ソネン                 | 5R 3:10 腕ひしぎ三角固め                 | UFC 117: Silva vs. Sonnen 【UFC世界ミドル級タイトルマッチ】             | 2010年8月7日   |
| ○    | デミアン・マイア                 | 5分5R終了 判定3-0                        | UFC 112: Invincible 【UFC世界ミドル級タイトルマッチ】                   | 2010年4月10日  |
| ○    | フォレスト・グリフィン           | 1R 3:23 KO（右ストレート）               | UFC 101: Declaration                                                    | 2009年8月8日   |
| ○    | ターレス・レイチ                 | 5分5R終了 判定3-0                        | UFC 97: Redemption 【UFC世界ミドル級タイトルマッチ】                    | 2009年4月18日  |
| ○    | パトリック・コーテ               | 3R 0:39 TKO（右膝の脱臼）                | UFC 90: Silva vs. Cote 【UFC世界ミドル級タイトルマッチ】                | 2008年10月25日 |
| ○    | ジェームス・アーヴィン           | 1R 1:01 KO（右ストレート→パウンド）      | UFC Fight Night: Silva vs. Irvin                                        | 2008年7月19日  |
| ○    | ダン・ヘンダーソン               | 2R 4:52 リアネイキドチョーク             | UFC 82: Pride of a Champion 【UFC世界ミドル級タイトルマッチ】           | 2008年3月1日   |
| ○    | リッチ・フランクリン             | 2R 1:07 TKO（右膝蹴り）                  | UFC 77: Hostile Territory 【UFC世界ミドル級タイトルマッチ】             | 2007年10月20日 |
| ○    | ネイサン・マーコート             | 1R 4:50 TKO（パウンド）                  | UFC 73: Stacked 【UFC世界ミドル級タイトルマッチ】                       | 2007年7月7日   |
| ○    | トラヴィス・ルター               | 2R 2:11 三角絞め                         | UFC 67: All or Nothing                                                  | 2007年2月3日   |
| ○    | リッチ・フランクリン             | 1R 2:59 KO（膝蹴り）                     | UFC 64: Unstoppable 【UFC世界ミドル級タイトルマッチ】                   | 2006年10月14日 |
| ○    | クリス・リーベン                 | 1R 0:49 KO（膝蹴り）                     | Ultimate Fight Night 5                                                  | 2006年6月28日  |
| ○    | トニー・フリックランド           | 1R 2:02 KO（肘打ち）                     | Cage Rage 16: Critical Condition 【CageRage世界ミドル級タイトルマッチ】 | 2006年4月22日  |
| ×    | 岡見勇信                         | 1R 2:33 失格（蹴り上げ）                 | Rumble on the Rock 8 【ウェルター級トーナメント 1回戦】                 | 2006年1月20日  |
| ○    | カーティス・スタウト             | 1R 4:59 KO（パウンド）                   | Cage Rage 14: Punishment 【CageRage世界ミドル級タイトルマッチ】         | 2005年12月3日  |
| ○    | ホルヘ・リベラ                   | 2R 3:53 TKO（膝蹴り→パウンド）           | Cage Rage 11: Face Off 【CageRage世界ミドル級タイトルマッチ】           | 2005年4月30日  |
| ×    | 長南亮                           | 3R 3:08 ヒールホールド                   | PRIDE 男祭り 2004 -SADAME-                                              | 2004年12月31日 |
| ○    | リー・マーレイ                   | 5分3R終了 判定3-0                        | Cage Rage 8: Knights of the Octagon 【CageRage世界ミドル級王座決定戦】  | 2004年9月11日  |
| ○    | ジェレミー・ホーン               | 5分3R終了 判定3-0                        | Gladiator FC 2日目                                                      | 2004年6月27日  |
| ○    | ヴァウジール・ドス・アンジョス   | 1R終了時 TKO（タオル投入）               | Conquista Fight 1                                                       | 2003年12月20日 |
| ×    | 高瀬大樹                         | 1R 8:33 三角絞め                         | PRIDE.26 REBORN                                                         | 2003年6月8日   |
| ○    | カーロス・ニュートン             | 1R 6:27 KO（左跳び膝蹴り→パウンド）      | PRIDE.25                                                                | 2003年3月16日  |
| ○    | アレクサンダー大塚               | 3R（10分/5分/5分）終了 判定3-0           | PRIDE.22                                                                | 2002年9月29日  |
| ○    | アレックス・スティーブリング     | 1R 1:23 TKO（ドクターストップ）          | PRIDE.21                                                                | 2002年6月23日  |
| ○    | ホアン・"ジュカオン"・カルネイロ | 1R 5:33 ギブアップ（パンチ連打）         | Meca World Vale Tudo 6                                                  | 2002年1月31日  |
| ○    | 桜井"マッハ"速人                 | 5分3R終了 判定3-0                        | 修斗 SHOOTO TO THE TOP in OSAKA 【修斗ミドル級チャンピオンシップ】      | 2001年8月26日  |
| ○    | イズラエル・アルブケルケ         | 1R 6:17 ギブアップ（パンチ連打）         | Meca World Vale Tudo 5                                                  | 2001年6月9日   |
| ○    | 加藤鉄史                         | 5分3R終了 判定3-0                        | 修斗 SHOOTO TO THE TOP                                                  | 2001年3月2日   |
| ○    | クラウジオノール・フォンティネリ | 1R 4:35 TKO（膝蹴り）                    | Meca World Vale Tudo 4                                                  | 2000年12月16日 |
| ○    | ジョゼ・バヘット                 | 1R 1:06 TKO（ハイキック）                | Meca World Vale Tudo 2                                                  | 2000年8月12日  |
| ×    | ルイス・アゼレード               | 10分2R終了 判定0-3                       | Meca World Vale Tudo 1                                                  | 2000年5月27日  |
| ○    | ファブリシオ・カモエス           | 1R 25:14 TKO（棄権）                     | Brazilian Freestyle Circuit 1                                           | 1997年6月25日  |
| ○    | ハイムンド・ピニェイロ           | 1R 1:53 リアネイキドチョーク             | Brazilian Freestyle Circuit 1                                           | 1997年6月25日  |

### プロボクシング
| プロボクシング 戦績 | プロボクシング 戦績 | プロボクシング 戦績 | プロボクシング 戦績 | プロボクシング 戦績 | プロボクシング 戦績 | プロボクシング 戦績 |
| ------------------- | ------------------- | ------------------- | ------------------- | ------------------- | ------------------- | ------------------- |
| 5 試合              | (T)KO               | 判定                | その他              | 引き分け            | 無効試合            |                     |
| 3 勝                | 2                   | 1                   | 0                   | 0                   | 0                   |                     |
| 2 敗                | 1                   | 1                   | 0                   | 0                   | 0                   |                     |

| 戦           | 日付           | 勝敗 | 時間    | 内容    | 対戦相手                             | 国籍           | 備考 |
| ------------ | -------------- | ---- | ------- | ------- | ------------------------------------ | -------------- | ---- |
| 5            | 2022年10月29日 | 敗北 | 8R      | 判定0-3 | ジェイク・ポール                     | アメリカ合衆国 |      |
| 4            | 2021年9月11日  | 勝利 | 1R 1:21 | KO      | ティト・オーティズ                   | アメリカ合衆国 |      |
| 3            | 2021年6月19日  | 勝利 | 8R      | 判定2-1 | フリオ・セサール・チャベス・ジュニア | メキシコ       |      |
| 2            | 2005年8月5日   | 勝利 | 2R 2:40 | KO      | フリオ・セサール・デ・ジェズス       | ブラジル       |      |
| 1            | 1997年5月22日  | 敗北 | 1R 3:00 | RTD     | オズマール・ルイス・テイシェイラ     | ブラジル       |      |
| テンプレート |                |      |         |         |                                      |                |      |

### エキシビションボクシング
| 戦           | 日付          | 勝敗 | 時間 | 内容 | 対戦相手           | 国籍     | 備考       |
| ------------ | ------------- | ---- | ---- | ---- | ------------------ | -------- | ---------- |
| 1            | 2022年5月21日 | N/A  | 8R   | N/A  | ブルーノ・マチャド | ブラジル | 無判定試合 |
| テンプレート |               |      |      |      |                    |          |            |

### キックボクシング
| 勝敗 | 対戦相手               | 試合結果   | 大会名                     | 開催年月日    |
| ○    | タデウ・サンマルチーノ | 1R 2:57 KO | STORM Muay Thai Grand Prix | 2003年4月12日 |

## 獲得タイトル
- 第5代修斗ミドル級王座（2001年）
- 第2代Cage Rage世界ミドル級王座（2004年）
- 第5代UFC世界ミドル級王座（2006年）

## 表彰
- UFC
  - ファイト・オブ・ザ・ナイト（5回）
  - ノックアウト・オブ・ザ・ナイト（7回）
  - サブミッション・オブ・ザ・ナイト（2回）
  - UFC殿堂入り（2023年）
- Sports Illustrated
  - ファイター・オブ・ザ・イヤー（2008年）
- ESPN
  - ノックアウト・オブ・ザ・イヤー（2011年/ビクトー・ベウフォート戦）
- SHERDOG
  - ビートダウン・オブ・ザ・イヤー（2009年）
  - SHERDOG 殿堂入り（2014年）

## ペイ・パー・ビュー販売件数
| 開催年月日     | イベント                                                 | 販売件数   | 備考                 |
| -------------- | -------------------------------------------------------- | ---------- | -------------------- |
| 2015年1月31日  | UFC 183: アンデウソン・シウバ vs. ニック・ディアス       | 65万件     |                      |
| 2013年12月28日 | UFC 168: クリス・ワイドマン vs. アンデウソン・シウバ 2   | 102万5千件 |                      |
| 2013年7月6日   | UFC 162: アンデウソン・シウバ vs. クリス・ワイドマン 1   | 55万件     |                      |
| 2012年10月13日 | UFC 153: アンデウソン・シウバ vs. ステファン・ボナー     | 41万件     |                      |
| 2012年7月7日   | UFC 148: アンデウソン・シウバ vs. チェール・ソネン 2     | 92万5千件  |                      |
| 2011年8月27日  | UFC 134: アンデウソン・シウバ vs. 岡見勇信 2             | 33万5千件  |                      |
| 2011年2月5日   | UFC 126: アンデウソン・シウバ vs. ビクトー・ベウフォート | 72万5千件  |                      |
| 2010年8月7日   | UFC 117: アンデウソン・シウバ vs. チェール・ソネン 1     | 60万件     |                      |
| 2010年4月10日  | UFC 112: アンデウソン・シウバ vs. デミアン・マイア       | 50万件     |                      |
| 2009年8月8日   | UFC 101: BJ・ペン vs. ケニー・フロリアン                 | 85万件     | セミファイナルに出場 |
| 2009年4月18日  | UFC 97: アンデウソン・シウバ vs. ターレス・レイチ        | 65万件     |                      |
| 2008年10月25日 | UFC 90: アンデウソン・シウバ vs. パトリック・コーテ      | 30万件     |                      |
| 2008年3月1日   | UFC 82: アンデウソン・シウバ vs. ダン・ヘンダーソン      | 32万5千件  |                      |
| 2007年10月20日 | UFC 77: アンデウソン・シウバ vs. リッチ・フランクリン 2  | 32万5千件  |                      |
| 2007年7月7日   | UFC 73: アンデウソン・シウバ vs. ネイサン・マーコート    | 42万5千件  |                      |
| 2007年2月3日   | UFC 67: アンデウソン・シウバ vs. トラヴィス・ルター      | 35万件     |                      |
| 2006年10月14日 | UFC 64: リッチ・フランクリン vs. アンデウソン・シウバ 1  | 30万件     |                      |

## 出演

### CM
- NIKE
- バーガーキング
- ヴィーヴォ
- バドワイザー
- フォード・モーター
- ホンダ
- フィリップス
- ルノー

### 映画
- Like Water（2011年）
- Tapped Out（2014年）
- 無敵のドラゴン（2019年）